# Rhinolambrus lippus
Rhinolambrus lippus is een krabbensoort uit de familie van de Parthenopidae. De wetenschappelijke naam van de soort is voor het eerst geldig gepubliceerd in 1902 door Lanchester.